# Anina Poulsen
Micholine Anemine (Anina) Christine Poulsen (født 9. juli 1860 i Tingskov Kro, Tiset Sogn, død 19. oktober 1936 i Hellerup) var en dansk maler.
Anina Poulsen var elev hos Marie Luplau og Viggo Johansen  og debuterede i 1894 på Charlottenborg. Der kendes foruden enkelte portrætter kun en række omhyggeligt kopierede altertavler til flere kirker i Randers Amt, og hun er ophørt med at male omkring 1904.
| - Værker af Anina Poulsen - Fra mit Vindue på Peucklers Bastion, Østervold, i det lille Voldhus, 1884 - Kniplekone fra Ballum i Slesvig, 1888 - Stilleben med fladfisk og torsk på et stenbord, 1891 - Lyserøde roser, 1907 - Opstilling med blomster, o. 1919 - Gadeparti fra København, udateret - Gren med blomstrende røde roser, udateret |